# Liste de peintures d'Eustache Le Sueur
Cette page dresse la liste des peintures d'Eustache Le Sueur (1617-1655).

## Liste
| Tableau | Titre | Date           | Dimensions          | Notes                                            | Lieu de conservation                                                                                  | N° de catalogue raisonné (Mérot, 1987) |
| ------- | --- | -------------- | ------------------- | ------------------------------------------------ | --- | -------------------------------------- |
|         | |                |                     |                                                  | |                                        |
|         | Marcus Curtius se précipitant dans le gouffre                                                                  |                | 110 × 89 cm         |                                                  | Collection particulière                                                                               | 3                                      |
|         | Les dieux marins rendent hommage à l'Amour                                                                     |                | 95 × 135 cm         |                                                  | Malibu, The Jean-Paul Getty Museum                                                                    | 4                                      |
|         | Polyphile assiste au triomphe de Bacchus                                                                       |                | 95 × 155 cm         |                                                  | Le Mans, musée de Tessé                                                                               | 5                                      |
|         | Polyphile au bain avec les nymphes                                                                             |                | 91 × 153 cm         |                                                  | Dijon, musée Magnin                                                                                   | 6                                      |
|         | Polyphile s'agenouille devant la reine Eleutherilide                                                           |                | 97 × 139 cm         |                                                  | Rouen, musée des Beaux-Arts                                                                           | 7                                      |
|         | Polyphile devant les trois portes est accueilli par Philtronia                                                 |                | 97,5 × 96,5 cm      |                                                  | Salzbourg, Residenzgalerie                                                                            | 8                                      |
|         | Polyphile et Polia dans un verger, parmi les nymphes                                                           |                | 94 × 98 cm          |                                                  | Collection particulière                                                                               | 10                                     |
|         | Amnon et Thamar                                                                                                |                | 189 × 161 cm        |                                                  | New York, The Metropolitan Museum of Art                                                              | 11                                     |
|         | Volumnie et Véturie devant Coriolan                                                                            |                | 115 × 175 cm        |                                                  | Paris, musée du Louvre                                                                                | 12                                     |
|         | Vénus endormie surprise par l'Amour                                                                            |                | 122 × 117 cm        |                                                  | San Francisco, The Fine Arts Museum                                                                   | 14                                     |
|         | Diane et Callisto                                                                                              |                | 135 × 130 cm        |                                                  | Dijon, musée Magnin                                                                                   | 15                                     |
|         | La Présentation de la Vierge au Temple                                                                         |                | 105 × 106 cm        |                                                  | Saint-Pétersbourg, musée de l'Ermitage                                                                | 16                                     |
|         | La Résurrection du fils de la veuve de Naïm                                                                    |                | 210 × 135 cm        |                                                  | Paris, église Saint-Roch                                                                              | 17                                     |
|         | L'enlèvement de Ganymède                                                                                       |                | 211 × 126 cm        |                                                  | Collection particulière                                                                               | 19                                     |
|         | Réunion d'amis                                                                                                 |                | 136 × 195 cm        |                                                  | Paris, musée du Louvre                                                                                | 21                                     |
|         | Portrait de « Monsieur Albert »                                                                                |                | 89 × 73 cm          |                                                  | Guéret, musée municipal                                                                               | 22                                     |
|         | Portrait de jeune homme                                                                                        |                | 79 x 66 cm          |                                                  | Collection particulière                                                                               | 23                                     |
|         | Portrait d'homme                                                                                               |                | 81 × 65 cm          |                                                  | Paris, musée du Louvre                                                                                | 24                                     |
|         | La Vierge et l'Enfant Jésus avec saint Jean-Baptiste                                                           |                | 113,5 x 94,5 cm     |                                                  | Paris, musée du Louvre                                                                                | 25                                     |
|         | La Vierge à l'Enfant                                                                                           |                | 83,5 x 62,6 cm      |                                                  | Collection particulière                                                                               | 27                                     |
|         | Le Christ en croix entre la Madeleine, la Vierge et saint Jean                                                 |                | 195 × 122 cm        |                                                  | Paris, musée du Louvre                                                                                | 29                                     |
|         | Le Christ en croix entre la Madeleine, la Vierge et saint Jean                                                 |                | 109 x 73,1 cm       |                                                  | Londres, National Gallery                                                                             | Non catalogué                          |
|         | Le Triomphe de Galatée                                                                                         |                | 83 × 94 cm          |                                                  | Collection particulière                                                                               | 30                                     |
|         | Bacchus et Ariane                                                                                              |                | 175 × 125 cm        |                                                  | Boston, Museum of Fine Arts                                                                           | 31                                     |
|         | Camma et Synorix dans le temple de Diane                                                                       |                | 170,8 × 125 cm      |                                                  | Boston, Museum of Fine Arts                                                                           | 32                                     |
|         | Saint Paul exorcisant un possédé                                                                               |                | 175 × 137,5 cm      | Acquis par le musée Fabre en 2018                | Montpellier, musée Fabre                                                                              | 34                                     |
|         | Saint Bruno assiste à un sermon de Raymond Diocrès                                                             |                | 193 x 130           | Peint pour la chartreuse de Paris                | Paris, musée du Louvre                                                                                | 35                                     |
|         | La mort de Raymond Diocrès                                                                                     |                | 193 x 130           | Peint pour la chartreuse de Paris                | Paris, musée du Louvre                                                                                | 36                                     |
|         | Raymond Diocrès parlant pendant ses funérailles                                                                |                | 193 x 130           | Peint pour la chartreuse de Paris                | Paris, musée du Louvre                                                                                | 37                                     |
|         | Saint Bruno en prière                                                                                          |                | 193 x 130           | Peint pour la chartreuse de Paris                | Paris, musée du Louvre                                                                                | 38                                     |
|         | Saint Bruno enseignant la théologie dans les écoles de Reims                                                   |                | 193 x 130           | Peint pour la chartreuse de Paris                | Paris, musée du Louvre                                                                                | 39                                     |
|         | Saint Bruno et six de ses disciples partent pour se retirer dans la solitude                                   |                | 193 x 130           | Peint pour la chartreuse de Paris                | Paris, musée du Louvre                                                                                | 40                                     |
|         | Le songe de saint Bruno                                                                                        |                | 193 x 130           | Peint pour la chartreuse de Paris                | Paris, musée du Louvre                                                                                | 41                                     |
|         | Saint Bruno et ses compagnons distribuent leurs biens aux pauvres                                              |                | 193 x 130           | Peint pour la chartreuse de Paris                | Paris, musée du Louvre                                                                                | 42                                     |
|         | L'arrivée de saint Bruno à Grenoble, chez saint Hugues                                                         |                | 193 x 130           | Peint pour la chartreuse de Paris                | Paris, musée du Louvre                                                                                | 43                                     |
|         | Saint Hugues conduisant saint Bruno et ses compagnons dans la solitude de la Chartreuse                        |                | 193 x 130           | Peint pour la chartreuse de Paris                | Paris, musée du Louvre                                                                                | 44                                     |
|         | Saint Bruno surveillant la construction du monastère de la Grande Chartreuse                                   |                | 193 x 130           | Peint pour la chartreuse de Paris                | Paris, musée du Louvre                                                                                | 45                                     |
|         | Saint Hugues donnant l'habit blanc à saint Bruno et à ses compagnons                                           |                | 193 x 130           | Peint pour la chartreuse de Paris                | Paris, musée du Louvre                                                                                | 46                                     |
|         | Le pape Victor III approuvant l'institution de l'ordre des Chartreux                                           |                | 193 x 130           | Peint pour la chartreuse de Paris                | Paris, musée du Louvre                                                                                | 47                                     |
|         | Saint Bruno donne l'habit à plusieurs novices                                                                  |                | 193 x 130           | Peint pour la chartreuse de Paris                | Paris, musée du Louvre                                                                                | 48                                     |
|         | Saint Bruno reçoit un message du pape                                                                          |                | 193 x 130           | Peint pour la chartreuse de Paris                | Paris, musée du Louvre                                                                                | 49                                     |
|         | Saint Bruno aux pieds du pape Urbain II                                                                        |                | 193 x 130           | Peint pour la chartreuse de Paris                | Paris, musée du Louvre                                                                                | 50                                     |
|         | Saint Bruno refuse l'archevêché de Reggio                                                                      |                | 193 x 130           | Peint pour la chartreuse de Paris                | Paris, musée du Louvre                                                                                | 51                                     |
|         | Saint Bruno en prières dans son ermitage de Calabre                                                            |                | 193 x 130           | Peint pour la chartreuse de Paris                | Paris, musée du Louvre                                                                                | 52                                     |
|         | La rencontre de saint Bruno et du comte Roger de Sicile                                                        |                | 193 x 130           | Peint pour la chartreuse de Paris                | Paris, musée du Louvre                                                                                | 53                                     |
|         | Saint Bruno révélant en songe au comte Roger une conspiration contre lui                                       | 1645-1648      | 193 x 130           | Peint pour la chartreuse de Paris                | Paris, musée du Louvre                                                                                | 54                                     |
|         | Mort de saint Bruno le 6 octobre 1101                                                                          |                | 193 x 130           | Peint pour la chartreuse de Paris                | Paris, musée du Louvre                                                                                | 55                                     |
|         | Saint Bruno est enlevé au ciel par les anges                                                                   |                | 193 x 130           | Peint pour la chartreuse de Paris                | Paris, musée du Louvre                                                                                | 56                                     |
|         | Saint Bruno examine un dessin des thermes de Dioclétien, emplacement de la future Chartreuse de Rome           |                | 162 × 114 cm        |                                                  | Paris, musée du Louvre                                                                                | 59                                     |
|         | Vue de Paris, avec le plan de la Chartreuse de Paris porté par deux angelots                                   |                | 191 × 285 cm        |                                                  | Paris, musée du Louvre                                                                                | 60                                     |
|         | Dédicace d'une église des Chartreux                                                                            |                | 191 × 287 cm        |                                                  | Paris, musée du Louvre                                                                                | 61                                     |
|         | Tête de femme                                                                                                  |                | 36 × 27 cm          |                                                  | Paris, musée du Louvre                                                                                | 63                                     |
|         | Le retour de Tobie                                                                                             |                | 94 × 167 cm         |                                                  | Paris, musée du Louvre                                                                                | 64                                     |
|         | L'ange Raphaël quittant Tobie et sa famille                                                                    |                | 173 × 215 cm        |                                                  | Grenoble, musée des Beaux-Arts                                                                        | 65                                     |
|         | La nuit des noces de Tobie et Sara                                                                             |                | 89 × 116 cm         |                                                  | Paris, collection Banque Paribas                                                                      | 66                                     |
|         | Jésus enseignant sa doctrine sur les degrés du temple                                                          |                | 259,5 × 164,5 cm    |                                                  | Cherbourg, musée Thomas-Henry                                                                         | 68                                     |
|         | Le Christ guérissant l'aveugle né                                                                              |                | 49 × 64,5 cm        |                                                  | Potsdam, Sanssouci, Bildergalerie                                                                     | 71                                     |
|         | Le baptême du Christ                                                                                           |                | 163 × 123 cm        |                                                  | perdu                                                                                                 | 72                                     |
|         | Agar et Ismaël secourus par l'ange                                                                             |                | 159 × 114 cm        |                                                  | Rennes, musée des Beaux-Arts                                                                          | 74                                     |
|         | Saint Pierre ressuscitant la veuve Tabithe                                                                     |                | 185,4 × 137,2 cm    |                                                  | Toronto, The Art Gallery of Ontario                                                                   | 75                                     |
|         | La déposition de croix                                                                                         |                | 158 × 192 cm        |                                                  | localisation actuelle inconnue                                                                        | 76                                     |
|         | Caligula fait déposer les cendres de sa mère et de son frère dans le sépulcre de ses aïeux                     |                | 167 × 143 cm        |                                                  | Hampton Court, collections de la monarchie britannique                                                | 77                                     |
|         | Alexandre et son médecin Philippe                                                                              |                | 96 × 96 cm          |                                                  | Londres, National Gallery                                                                             | 79                                     |
|         | Alexandre et son médecin Philippe                                                                              |                | 126 x 96 cm         |                                                  | Collection particulière                                                                               | 80                                     |
|         | Darius faisant ouvrir le tombeau de Nitocris                                                                   |                | 162,7 × 111,2 cm    |                                                  | Saint-Pétersbourg, musée de l'Ermitage                                                                | 82                                     |
|         | La prédication de saint Paul à Éphèse (modello)                                                                |                | 102 × 86,5 cm       |                                                  | Londres, National Gallery                                                                             | 83                                     |
|         | La prédication de saint Paul à Éphèse (modello)                                                                |                | 102 × 81 cm         |                                                  | Alger, musée national des Beaux-Arts                                                                  | 84                                     |
|         | La Prédication de saint Paul à Éphèse                                                                          | 1649           | 394 × 328 cm        | May de Notre-Dame                                | Paris, musée du Louvre                                                                                | 85                                     |
|         | Jacob envoie Joseph chercher ses frères                                                                        |                | 148 × 115 cm        |                                                  | Paris, musée du Louvre                                                                                | 86                                     |
|         | Joseph rencontre un homme qui lui apprend où sont ses frères                                                   |                | 150 × 120 cm        |                                                  | Bloomington (Indiana), Indiana University Art Museum                                                  | 87                                     |
|         | Buste du Christ bénissant                                                                                      |                | 49,5 × 38 cm        |                                                  | Bruxelles, musées royaux des Beaux-Arts                                                               | 95                                     |
|         | Le Christ en Croix                                                                                             |                | 184 × 119 cm        |                                                  | Dijon, musée des Beaux-Arts                                                                           | 97                                     |
|         | L'Annonciation                                                                                                 |                | 156,2 × 125,7 cm    |                                                  | Toledo, Museum of Art                                                                                 | 98                                     |
|         | La Mansuétude                                                                                                  |                | 101 × 67,4 cm       |                                                  | Chicago, The Art Institute                                                                            | 100                                    |
|         | La Justice |                | 101 × 46,4 cm       |                                                  | Strasbourg, musée des Beaux-Arts                                                                      | 101                                    |
|         | Le sacrifice de Manué                                                                                          |                | 115 × 81 cm         |                                                  | Toulouse, musée des Augustins                                                                         | 106                                    |
|         | Le sacrifice de Manué                                                                                          |                | 138 × 128 cm        |                                                  | Montauban, musée Ingres-Bourdelle                                                                     | 107                                    |
|         | Moïse exposé sur le Nil                                                                                        |                | 218 × 148 cm        |                                                  | Saint-Pétersbourg, musée de l'Ermitage                                                                | 108                                    |
|         | Salomon et la reine de Saba                                                                                    |                | 91 × 114 cm         |                                                  | Birmingham, The Barber Institute of Fine Arts                                                         | 111                                    |
|         | Ganymède offre le nectar à Jupiter                                                                             |                | 150 × 300 cm        |                                                  | Paris, hôtel Lambert                                                                                  | 114                                    |
|         | Vénus implorant Jupiter                                                                                        |                | 150 × 300 cm        |                                                  | Paris, hôtel Lambert                                                                                  | 115                                    |
|         | L'enlèvement de Ganymède                                                                                       |                | 127 × 110 cm        |                                                  | Paris, musée du Louvre                                                                                | 118                                    |
|         | La Naissance de l'Amour (modello)                                                                              |                | 54 × 40 cm          |                                                  | Collection particulière                                                                               | 119                                    |
|         | Vénus présente l'Amour aux dieux (modello)                                                                     |                | 26 × 52 cm          |                                                  | Collection particulière                                                                               | 120                                    |
|         | L'Amour réprimandé par sa mère (modello)                                                                       |                | 26 × 63 cm          |                                                  | Collection particulière                                                                               | 121                                    |
|         | L'Amour reçoit l'hommage des dieux (modello)                                                                   |                | 26 × 51 cm          |                                                  | Collection particulière                                                                               | 122                                    |
|         | L'Amour ordonne à Mercure d'annoncer son pouvoir (modello)                                                     |                | 26 × 63 cm          |                                                  | Collection particulière                                                                               | 123                                    |
|         | La Naissance de l'Amour                                                                                        |                | 183 × 127 cm        |                                                  | Paris, musée du Louvre                                                                                | 124                                    |
|         | Vénus présente l'Amour aux dieux                                                                               |                | 100 × 197 cm        |                                                  | Paris, musée du Louvre                                                                                | 125                                    |
|         | L'Amour réprimandé par sa mère se réfugie dans les bras de Cérès                                               |                | 100 × 250 cm        |                                                  | Paris, musée du Louvre                                                                                | 126                                    |
|         | L'Amour reçoit l'hommage des dieux                                                                             |                | 100 × 197 cm        |                                                  | Paris, musée du Louvre                                                                                | 127                                    |
|         | L'Amour ordonne à Mercure d'annoncer son pouvoir à l'univers                                                   |                | 100 × 250 cm        |                                                  | Paris, musée du Louvre                                                                                | 128                                    |
|         | L'Amour ayant dérobé le foudre de Jupiter, s'envole pour subjuguer l'univers                                   | 1645           | 136 cm de diamètre  |                                                  | Paris, musée du Louvre                                                                                | 129                                    |
|         | Phaëton demande à conduire le char de son père                                                                 |                | 278 × 360 cm        |                                                  | Paris, musée du Louvre                                                                                | 131                                    |
|         | Clio, Euterpe et Thalie                                                                                        | 1652-1655      | 130 × 130 cm        |                                                  | Paris, musée du Louvre                                                                                | 137                                    |
|         | Melpomène, Érato et Polymnie                                                                                   | 1652-1655      | 130 × 138 cm        |                                                  | Paris, musée du Louvre                                                                                | 138                                    |
|         | Uranie |                | 116 × 74 cm         |                                                  | Paris, musée du Louvre                                                                                | 139                                    |
|         | Terpsichore |                | 116 × 74 cm         |                                                  | Paris, musée du Louvre                                                                                | 140                                    |
|         | Calliope |                | 116 × 74 cm         |                                                  | Paris, musée du Louvre                                                                                | 141                                    |
|         | Allégorie de la Poésie                                                                                         |                | 130 x 97,5 cm       |                                                  | Collection particulière                                                                               | Non catalogué                          |
|         | Diane sur son char                                                                                             |                | 100 × 250 cm        |                                                  | Paris, hôtel Lambert                                                                                  | 142                                    |
|         | Plafond du cabinet des bains                                                                                   |                |                     |                                                  | Paris, hôtel Lambert                                                                                  | 143                                    |
|         | La Descente de Croix                                                                                           |                | 134 cm de diamètre  |                                                  | Paris, musée du Louvre                                                                                | 146                                    |
|         | Le Portement de Croix                                                                                          |                | 61 × 126 cm         |                                                  | Paris, musée du Louvre                                                                                | 147                                    |
|         | Le Père éternel                                                                                                |                | 160 × 180 cm        |                                                  | Paris, église Saint-Gervais-Saint-Protais                                                             | 154                                    |
|         | La Madeleine en méditation                                                                                     |                | 48,5 × 64 cm        |                                                  | Lille, musée des Beaux-Arts                                                                           | 155                                    |
|         | La Sainte Famille                                                                                              |                | 91,5 cm de diamètre |                                                  | Norfolk, The Chrysler Museum of Art                                                                   | 156                                    |
|         | Noli me tangere                                                                                                |                | 145 x 129           |                                                  | Paris, musée du Louvre                                                                                | 157                                    |
|         | Le martyre de saint Laurent                                                                                    |                | 160 × 94 cm         |                                                  | Geddington, Kettering (Northamptonhire) Boughton House, collection du duc de Buccleuch et Queensberry | 158                                    |
|         | L'Annonciation                                                                                                 | 1652           | 297 × 227 cm        | peint pour l'église de Mitry                     | Paris, musée du Louvre                                                                                | 159                                    |
|         | Moïse sauvé des eaux                                                                                           |                | 105 × 101 cm        |                                                  | Betchworth, The Old House, The Trustees of the Goulburn Estates                                       | 160                                    |
|         | Jésus chez Marthe et Marie                                                                                     | vers 1650      | 162,5 × 129,9 cm    | Peint pour St-Germain-l’Auxerrois                | Munich, Alte Pinakothek                                                                               | 162                                    |
|         | Allégorie d'un ministre parfait                                                                                | 1653           | 84,5 × 71 cm        |                                                  | Dunkerque, musée des Beaux-Arts                                                                       | 164                                    |
|         | Saint Gervais et saint Protais conduits devant Astasius refusent de sacrifier aux idoles                       | 1652-1653      | 357 × 684 cm        |                                                  | Paris, musée du Louvre                                                                                | 165                                    |
|         | La Flagellation de saint Protais                                                                               |                | 362 × 682 cm        |                                                  | Lyon, musée des Beaux-Arts                                                                            | 166                                    |
|         | Junon au-dessus de Carthage                                                                                    |                | 76 × 116 cm         |                                                  | Venise, Seminario Patriarcale                                                                         | 173                                    |
|         | Junon au-dessus de Troie                                                                                       |                | 76 × 116 cm         |                                                  | Venise, Seminario Patriarcale                                                                         | 174                                    |
|         | Allégorie de la Magnificence                                                                                   |                | 99 × 127,5 cm       |                                                  | Dayton, Art Institute                                                                                 | 182                                    |
|         | La Présentation de Jésus au temple                                                                             |                | 223 × 165 cm        |                                                  | Marseille, musée des Beaux-Arts                                                                       | 183                                    |
|         | L'adoration des bergers                                                                                        | 1653-1655      | 365 × 255 cm        |                                                  | La Rochelle, musée des Beaux-Arts                                                                     | 184                                    |
|         | Saint Sébastien secouru par Irène dit aussi Saint Sébastien soigné par les Saintes Femmes                      | 1654           | 192 × 126 cm        | peint pour l'ensemble de l'abbaye de Marmoutiers | Tours, musée des Beaux-Arts                                                                           | 188                                    |
|         | Saint Louis soignant les malades dit aussi Saint Louis pansant les malades                                     | 1654           | 192 × 126 cm        | peint pour l'ensemble de l'abbaye de Marmoutiers | Tours, musée des Beaux-Arts                                                                           | 189                                    |
|         | Apparition de la Vierge, accompagnée de Sainte Agnès, Sainte Thècle, Saint Pierre et Saint Paul à Saint Martin | 1654           | 143,5 × 131 cm      | peint pour l'ensemble de l'abbaye de Marmoutiers | Paris, musée du Louvre                                                                                | 190                                    |
|         | Messe de Saint Martin dit aussi Le miracle du globe de feu                                                     | 1654           | 114 × 83 cm         | peint pour l'ensemble de l'abbaye de Marmoutiers | Paris, musée du Louvre                                                                                | 191                                    |
|         | Christ en croix                                                                                                | vers 1650      | 47,5 x 34 cm        |                                                  | Los Angeles, The J. Paul Getty Museum of Art                                                          | M.30                                   |
|         | Vénus retenant Adonis                                                                                          | vers 1638-1640 | 102 x 108,5 cm      |                                                  | Collection particulière                                                                               | Non catalogué                          |
|         | Ecce Homo | vers 1642-1647 | 83,4 x 61 cm        |                                                  | Collection particulière                                                                               | Non catalogué                          |